# Zephyrarchaea austini
Zephyrarchaea austini es una especie de araña del género Zephyrarchaea, familia Archaeidae. Fue descrita científicamente por Rix & Harvey en 2012.
Habita en Australia.

## Descripción
La araña asesina tiene un tamaño de 2 mm (0,079 pulgadas) y vive en la hojarasca del bosque húmedo de eucaliptos cerca de Billy Goat Falls, en Western River Wilderness Protection Area. Las hembras se distinguen de otros miembros del género Zephyrarchaea por un tamaño corporal pequeño, una longitud de caparazón de menos de 1,10 mm y una relación altura/longitud de menos de 1,70 mm. Además, no tienen tubérculos en el abdomen. Los machos son desconocidos.

## Conservación
Se pensaba que posiblemente se habían extinguido después de los incendios forestales australianos de 2019-2020, después de que se quemara su único hábitat conocido. Los científicos que lo descubrieron originalmente describen que su supervivencia es "poco probable en el mejor de los casos".
Investigadores del Museo de Australia del Sur encontraron una hembra y una araña juvenil en septiembre de 2021, y el análisis de ADN confirmó que eran de la misma especie. El hecho de que se encontraron fuera del área de distribución anteriormente conocida de la especie en el Área de Protección de Western River, y que uno es un juvenil, ha dado esperanza de que pueda haber más poblaciones. Sin embargo, la baja dispersión que quedó después de los incendios probablemente haya provocado una menor diversidad genética y, por lo tanto, una mayor vulnerabilidad, por lo que se puede considerar la intervención en el futuro para ayudar a la supervivencia.